# Vĩnh Lợi, Sơn Dương
Vĩnh Lợi là một xã thuộc huyện Sơn Dương, tỉnh Tuyên Quang, Việt Nam.
Xã Vĩnh Lợi có diện tích 21,52 km², dân số năm 1999 là 6.889 người, mật độ dân số đạt 320 người/km².